# Енцо Монтейро
Енцо Монтейро (ісп. Enzo Monteiro, нар. 27 травня 2005, Санта-Крус-де-ла-Сьєрра) — болівійський футболіст, нападник бразильського «Сантуса» та національної збірної Болівії.

## Клубна кар'єра
Народився 27 травня 2005 року в місті Санта-Крус-де-ла-Сьєрра. Починав займатися футболом у юнацьких командах «Торето Гарсія», «Блумінг» та «Проєкто Болівія 2022», а 2018 року перебрався до Бразилії, приєднавшись до академії «Сантуса».
У дорослому футболі дебютував 2024 року виступами за головну команду «Сантуса».

## Виступи за збірні
2019 року дебютував у складі юнацької збірної Болівії (U-15), загалом на юнацькому рівні взяв участь у 5 іграх.
2023 року дебютував в офіційних матчах у складі національної збірної Болівії.
| Дата      | Місто      | Господарі | Результат | Гості     | Турнір            | Голи | Примітки |
| --------- | ---------- | --------- | --------- | --------- | ----------------- | ---- | -------- |
| 27-8-2023 | Кочабамба  | Болівія   | 1 – 2     | Панама    | товариський матч  | -    | 80'      |
| 5-9-2024  | Альту-Пата | Болівія   | 4 – 0     | Венесуела | Відбір до ЧС 2026 | 1    | 75' 90'  |
| Усього    |            | Матчів    | 2         |           | Голів             | 1    |          |